# Borzątew
Borzątew [pronunciación en polaco: /bɔˈʐɔntɛf/] es un pueblo ubicado en el distrito administrativo de Gmina Mieleszyn, dentro del Distrito de Gniezno, Voivodato de Gran Polonia, en el oeste de Polonia central. Se encuentra aproximadamente a 4 kilómetros al suroeste de Mieleszyn, a 16 kilómetros al noroeste de Gniezno, y a 47 kilómetros al noreste de la capital regional Poznań.